# جيري وولف
جيري وولف (بالتشيكية: Jiří Wolf)‏ هو كاتب تشيكي، ولد في 5 يناير 1952 في يندريخوف هرادتس في التشيك.